# John Douglas (sportowiec)
John „Johnny” William Henry Tyler Douglas (ur. 3 września 1882 w Londynie, zm. 19 grudnia 1930 w Danii) – brytyjski bokser, krykiecista. W 1908 roku na letnich igrzyskach olimpijskich w Londynie zdobył złoty medal w kategorii średniej.

## Kariera krykietowa
W latach 1911–1928 był kapitanem zespołu Wanstead C.C. W 1915 roku zdobył tytuł krykiecisty roku i od tego czasu stał się najsławniejszym zawodnikiem zespołu z Essex. W siedmiu sezonach zdobywał powyżej 100 punktów. Najlepszym jego sezonem był 1920 rok kiedy zdobył 147 punktów w sezonie.

## Po zakończeniu kariery
John Douglas pracował w firmie swojego ojca, która importowała drewno z Finlandii. Według świadka zmarł na skutek wypadku, gdy po zderzeniu dwóch okrętów u wybrzeży Danii próbował ratować swojego ojca, znajdującego się na tym samym statku.